# میر فیض‌الله عبدالقاهر حسینی تفرشی
میرفیض ا... بن عبدالقاهربن ابی اللعام حسینی تفرشی معروف به «میرفیض الله تفرشی» از اکابر علمای شیعه امامیه و فقهای به نام آن روزگار بود در قرن دهم هجری در شهر تفرشبه دنیا آمد ولی تاریخ دقیق ولادت او معلوم نیست. او از سلسله سادات تفرش همشاگردی و معاصر میرعلام تفرشی و از شاگردان مقدس اردبیلی بود.

## تحصیل
فراگیری علوم دینی را از دوران کودکی آغاز کرد. تفرشی برای تحصیل به مشهد رفت، پس از گذراندن دروس مقدماتی، عازم نجف گردید و از شاگردان خاصِ مقدس اردبیلی شد و از او اجازه روایت گرفت؛ و علوم نقلی و فقه را از او فرا گرفت.وی همچنین از فقها و محدّثان متعددی چون حسن بن زین الدین عاملی (صاحب معالم) روایت کرد.
پس از مدتی، به تحصیل علوم عقلیات مشغول گردید. در این علم به حدی مورد وثوق کامل قرار گرفت که مقدس اردبیلی به شاگردان خود گوشزد می‌کنند که پس از من برای حل مشکلات علمی خود در شرعیات به میرعلام تفرشی و در عقلیات به میر فیض الله عبدالقاهر حسینی تفرشی رجوع کنید.
وی در زهد و تقوا به درجه‌ای رسید که تمام علمای اعلام و فقهای عظام به قدر و منزلت علمی و مذهبی میر فضل‌الله واقف می‌باشند. ایشان مورد وثوق کامل مقدس اردبیلی بوده به حدی که به شاگردان خود گوشزد می‌کنند که پس از من برای حل مشکلات علمی خود در شرعیات به میرعلام تفرشی و در عقلیات به میر فیض الله عبدالقاهر حسینی تفرشی رجوع کنید. کتابی در اصول انوار قمریه در شرح اثنی عشریه صلوتیه صاحب معالم و حاشیه بر مختلف علامه از تالیفات او است و صاحب و مسائل دو کتاب اولی و سومی را به واسطه حال پدرش شیخ علی بن محمد عاملی از خود مؤلف روایت می‌کند.
در حال حاضر هم تمام علمای اعلام و فقهای عظام به قدر و منزلت علمی و مذهبی میر علام واقف می‌باشند.

## شاگردان
او بعد از محقق اردبیلی عهده‌دار تدریس شد و شاگردان بسیاری تربیت کرد، از جمله: برادرزاده اش علی بن یونس تفرشی، علی بن محمود عاملی که در نجف نزد تفرشی علم آموخت و از او اجازه روایت گرفت، محمدبن علی تَبنینی، سیدمحمد جزایری، میر شرف الدین علی شولستانی نجفی و محمدباقر خاتون آبادی که این دو نیز از وی اجازه روایت گرفتند. به گزارش خوانساری، احتمالاً سید مصطفی حسینی تفرشی نیز از شاگردان او بوده‌است.

## تالیفات
از جمله آثار او:
- تعلیقه بر آیات الاحکام یا زبده البیان محقق اردبیلی[۱۱] که همراه با زبده البیان در ۱۳۰۵ و ۱۳۶۸ چاپ سنگی شده و نسخه‌های دیگری نیز با حواشی وی موجود است[۱۲]
- الاربعون حدیثاً یا رساله فی اربعین حدیثاً فی سوء عاقبه المعاندین لاهل البیت که در ۱۰۱۳ تألیف و در ۱۳۱۴ همراه با نثر اللئالی چاپ شده است[۱۳][۱۴][۱۵]
- تعلیقات بر بخش الهیات از شرح ملاعلی قوشچی بر تجریدالکلام نصیرالدین طوسی[۱۶]
- الانوار القمریه فی شرح الاثْنَیْ عشریه الصلاتیه از حسن بن زین الدین (مؤلف معالم الاصول)؛
- حاشیه بر ذخیره المعاد مولی محمدباقر سبزواری (متوفی ۱۰۹۰)؛
- شرح معارج الاصول از محقق حلّی؛
- منهاج الشریعه یا مفتاح الشریعه که حاشیه بر مختلف الشیعه علامه حلّی است.[۱۷][۱۸][۱۹][۲۰]
- تفرشی بر رساله محقق اردبیلی درباره اینکه «امر به یک چیز مقتضی نهی از ضد خاص آن است» نیز نقد نوشته است.[۲۱]
- به روایت آقابزرگ طهرانی[۲۲] و خوانساری،[۲۳] سید نعمت‌الله جزایری تألیف کتابی شبیه به نقد الرجال را به تفرشی نسبت داده، اما ظاهراً تألیف میرفیض اللّه طباطبائی بوده‌است.

## درگذشت
میرفیض الله عبدالقاهر حسینی تفرشی پس از هجرت به نجف در رمضان سال هزار و بیست و پنج قمری (قرن یازدهم هجری) واواخر دوران صفویه درگذشت. وی در نجف به خاک سپرده شد.